# Estación Paso de los Libres
Paso de los Libres es una estación ferroviaria argentina, ubicada en la Provincia de Corrientes, a 370 km de la ciudad de Corrientes.
El ramal de la Estación Paso de los Libres al puerto de Paso de los Libres era de 3 km y fue abierto el 20 de junio de 1896. Actualmente está levantado, excepto en la parte que se utilizó para acceder al puente internacional.
El 12 de octubre de 1945 fue inaugurada la conexión ferroviaria con Brasil por el Puente Internacional Agustín P. Justo - Getúlio Vargas con tres ramales de trocha estándar que parten de la Estación Paso de los Libres hasta unirse antes del puente y llegar a la Estación de Transferencia de Cargas de Uruguayana de la Viação Férrea do Rio Grande do Sul (actualmente Rede Ferroviária Federal, de trocha métrica).

## Servicios
Pertenece al Ferrocarril General Urquiza, en el ramal que une las estaciones de Federico Lacroze, en la Ciudad Autónoma de Buenos Aires y Posadas, en la Provincia de Misiones. Era una estación intermedia del servicio del "Gran Capitán" que recorría hasta 2011.
No presta servicios de pasajeros. Por sus vías corren trenes de carga de la empresa estatal Trenes Argentinos Cargas.